# Pavel Volčík
Pavel Volčík (* 7. září 1950) je český politik a lékař, v letech 2013 až 2017 poslanec Poslanecké sněmovny PČR, v letech 1998 až 2002 a opět 2006 až 2014 zastupitel města Vsetína, nestraník za hnutí ANO 2011.

## Život
Profesním zaměřením je neurolog. Více než 30 let pracoval v nemocnici ve Vsetíně, řadu let působil jako primář neurologického oddělení (do roku 2007).

## Politické působení
Začínal na komunální úrovni, když v komunálních volbách v roce 1998 úspěšně kandidoval jako nestraník za Volbu pro město do Zastupitelstva města Vsetína. Mandát zastupitele obhájil za stejné uskupení i v roce 2006 a v roce 2010.
Ve volbách do Poslanecké sněmovny PČR v roce 2013 kandidoval ze třetího místa kandidátky hnutí ANO 2011 z pozice nestraníka ve Zlínském kraji a byl zvolen. Ve volbách do Poslanecké sněmovny PČR v roce 2017 již nekandidoval.